# Ilhas Lomaiviti
As ilhas Lomaiviti formam um arquipélago de ilhas de Fiji, com sete ilhas principais e alguns ilhéus, com uma área total de aproximadamente 411 km². O censo de 2017 registou 15657 residentes A maior localidade, com 1131 residentes em 2007, é Levuka, que foi a capital das ilhas de 1871 a 1877. Integram a província de Lomaiviti.